# Saligney
Saligney es una localidad y comuna francesa situada en la región de Franco Condado, departamento de Jura, en el distrito de Dole y cantón de Gendrey.

## Demografía
| 116 | 108 | 90 | 138 | 162 | 153 | 3082 |
| Para los censos de 1962 a 1999 la población legal corresponde a la población sin duplicidades (Fuente: INSEE [Consultar]) |     |    |     |     |     |      |